# Радош
Радош је име. Може се односити на следеће особе:
- Радош Бајић (1953), глумац
- Радош Булатовић (1984), фудбалер
- Радош Чубрић (1934–2017), бициклиста